# 小林敏明
小林 敏明（こばやし としあき、1948年11月29日 - ）は、日本の哲学者。専門は哲学・精神病理学・日本近代思想史。ライプツィヒ大学教授。哲学博士（ベルリン自由大学・1996年）。

## 略歴
岐阜県生まれ。1967年岐阜県立中津高等学校卒業。1971年名古屋大学文学部哲学科卒業。1974年名古屋大学大学院文学研究科哲学専攻修士課程修了。1976年河合塾講師および河合文化教育研究所研究員。1984年ベルリン自由大学宗教学研究所客員研究員。1992年ハイデルベルク大学精神科客員研究員。1996年ベルリン自由大学哲学博士。ライプツィヒ大学東アジア研究所専任講師。2000年教授資格(Habilitation)取得。2002年東京外国語大学大学院地域文化研究科助教授。2006年ライプツィヒ大学東アジア研究所日本学科教授。2014年退官。

## 人物
名古屋大学在学中に全共闘運動に参加し、生涯の師とされる廣松渉を知る。名古屋時代は、牧野剛らと反オリンピックの市民運動に参加。東京時代には精神分析学者北山修とフロイト研究会を主催する。予備校講師として身を立てながら、フッサールの相互主観性論を研究する。
80年代に入り、木村敏の紹介でハイデルベルク大学の病理学研究室を訪れるようになる。1992年にはドイツに渡り、ベルリン自由大学のクラウス・ハインリッヒ（Klaus Heinrich）とハイデルベルク大学の精神病理学者アルフレート・クラウス（Alfred Kraus）、マールブルク大学の精神病理学者ヴォルフガング・ブランケンブルク（Wolfgang Blankenburg）らの指導のもと、特別研究員として研究を続ける。1996年、博士論文『メランコリーと時間』を提出。木村の「ポスト・フェストゥム」論を、アンリ・ベルクソンや廣松渉の哲学と関連させ
、哲学的な時間論として発展させた。
2008年時点で「私の思索はこの三十年間木村とともに進められてきた」と回顧していることからも分かるように、研究の対象は精神病理学から哲学、わけても西田幾多郎を中心とする京都学派の哲学が中心。近年の関心は、ドイツロマン主義などに及ぶ。
ドイツ在住であるが、2011年の一時帰国中、東京で東日本大震災にあい、その後、ベルリンの反原発グループSayonara Nukes Berlinに参加。趣味は山水画。

## 著書
- 『〈ことなり〉の現象学 役割行為のオントプラクソロギー』弘文堂 1987
- 『アレーテイアの陥穽』ユニテ 1989
- 『精神病理からみる現代思想』講談社現代新書 1991
- 『西田幾多郎－他性の文体』批評空間叢書 太田出版 1997
- Melancholie und Zeit. Stroemfeld, Frankfurt a. M. 1998
- Denken des Fremden Stroemfeld, Frankfurt a. M. 2002
- 『西田幾多郎の憂鬱』岩波書店 2003／岩波現代文庫 2011
- 『廣松渉－近代の超克』講談社 2007／講談社学術文庫 2015
- 『憂鬱な国／憂鬱な暴力 精神分析的日本イデオロギー論』以文社 2008
- 『父と子の思想 日本の近代を読み解く』ちくま新書 2009
- 『〈主体〉のゆくえ 近代日本思想史への一視角』講談社選書メチエ 2010
- 『フロイト講義 ＜死の欲動＞を読む』せりか書房 2012
- 『西田哲学を開く　＜永遠の今＞をめぐって』岩波現代文庫 2013
- 『風景の無意識　C・D・フリードリッヒ論』作品社 2014
- 『柄谷行人論　＜他者＞のゆくえ』筑摩選書 2015
- 『憂鬱なる漱石』せりか書房 2016
- 『夏目漱石と西田幾多郎　共鳴する明治の精神』岩波新書 2017
- 『故郷喪失の時代』文藝春秋 2020

### 共編著
- 『告発・1988名古屋オリンピック』(編著)　風媒社　1981
- 『廣松渉論』(編著)ユニテ 1982
- 『哲学者廣松渉の告白的回想録』（編・解説）河出書房新社　2006
- 『西田幾多郎　近代日本思想選』（編・解説）ちくま学芸文庫 2020

### 訳書
- Kôjin Karatani: Ursprünge der modernen japanischen Literatur, Stroemfeld/Nexus, Frankfurt a.M., 1996 (mit Nora Bierich)
- クラウス・ハインリッヒ『ノーを言う難しさ』法政大学出版局・叢書ウニベルシタス、2000
- Kitarô Nishida: Philosophie der Physik, Leipziger Universitätsverlag, Leipzig, 2012 (mit Max Groh)
- ヴォルフガング・ブランケンブルク『目立たぬものの精神病理』木村敏/生田孝監訳、鈴木茂/渡邉俊之/和田信共訳、みすず書房、2012
- マンフレド・シュピッツァー『デジタル・デメンチア――子どもの思考力を奪うデジタル認知障害』村井俊哉監修　講談社、2014
- シュテフィ・リヒター『闘う日本学――消費文化・ロスジェネ・プレカリ化の果てに』新曜社、2020
- Yoshiharu Tsuge: Yoshios Jugend, Reprodukt, Berlin, 2021 (mit Nora Bierich, Vorwort)
- Arata Isozaki: „Das Japanische“ in der Architektur, Edition AK, Saarbrücken, 2025 (mit Nora Bierich)

#### 退官記念論集
- Martin Roth und Fabian Schäfer:　Das Zwischen denken：Marx, Freud und  Nishida.　Für  Toshiaki(Binmei) Kobayashi. Leipziger Universitätsverlag, Leipzig 2014

## 関連人物
- 廣松渉
- 牧野剛
- 木村敏
- 北山修
- 柄谷行人